# Villeneuve-sous-Dammartin
Villeneuve-sous-Dammartin és un municipi francès, situat al departament de Sena i Marne i a la regió de Illa de França. L'any 2007 tenia 609 habitants.
Forma part del cantó de Mitry-Mory, del districte de Meaux i de la Comunitat d'aglomeració Roissy Pays de France.

## Demografia

### Població
El 2007 la població de fet de Villeneuve-sous-Dammartin era de 609 persones. Hi havia 232 famílies, de les quals 68 eren unipersonals (40 homes vivint sols i 28 dones vivint soles), 56 parelles sense fills, 92 parelles amb fills i 16 famílies monoparentals amb fills.
La població ha evolucionat segons el següent gràfic:
Habitants censats

### Habitatges
El 2007 hi havia 260 habitatges, 241 eren l'habitatge principal de la família, 6 eren segones residències i 13 estaven desocupats. 161 eren cases i 97 eren apartaments. Dels 241 habitatges principals, 120 estaven ocupats pels seus propietaris, 111 estaven llogats i ocupats pels llogaters i 10 estaven cedits a títol gratuït; 19 tenien una cambra, 47 en tenien dues, 53 en tenien tres, 62 en tenien quatre i 60 en tenien cinc o més. 183 habitatges disposaven pel capbaix d'una plaça de pàrquing. A 122 habitatges hi havia un automòbil i a 97 n'hi havia dos o més.

### Piràmide de població
La piràmide de població per edats i sexe el 2009 era:
| Homes | Edats   | Dones |
| ----- | ------- | ----- |
| 0     | 95 o +  | 0     |
| 0     | 90 a 94 | 4     |
| 0     | 85 a 89 | 0     |
| 0     | 80 a 84 | 8     |
| 4     | 75 a 79 | 8     |
| 8     | 70 a 74 | 0     |
| 0     | 65 a 69 | 4     |
| 8     | 60 a 64 | 0     |
| 8     | 55 a 59 | 8     |
| 16    | 50 a 54 | 20    |
| 28    | 45 a 49 | 16    |
| 8     | 40 a 44 | 24    |
| 44    | 35 a 39 | 32    |
| 20    | 30 a 34 | 24    |
| 28    | 25 a 29 | 32    |
| 24    | 20 a 24 | 16    |
| 16    | 15 a 19 | 32    |
| 16    | 10 a 14 | 12    |
| 12    | 5 a 9   | 4     |
| 16    | 0 a 4   | 20    |

## Economia
El 2007 la població en edat de treballar era de 459 persones, 382 eren actives i 77 eren inactives. De les 382 persones actives 348 estaven ocupades (190 homes i 158 dones) i 34 estaven aturades (14 homes i 20 dones). De les 77 persones inactives 10 estaven jubilades, 38 estaven estudiant i 29 estaven classificades com a «altres inactius».

### Ingressos
El 2009 a Villeneuve-sous-Dammartin hi havia 232 unitats fiscals que integraven 612,5 persones, la mediana anual d'ingressos fiscals per persona era de 19.796 €.

### Activitats econòmiques
Dels 38 establiments que hi havia el 2007, 2 eren d'empreses extractives, 2 d'empreses alimentàries, 1 d'una empresa de fabricació d'altres productes industrials, 7 d'empreses de construcció, 6 d'empreses de comerç i reparació d'automòbils, 5 d'empreses de transport, 4 d'empreses d'hostatgeria i restauració, 2 d'empreses financeres, 3 d'empreses immobiliàries, 5 d'empreses de serveis i 1 d'una entitat de l'administració pública.
Dels 7 establiments de servei als particulars que hi havia el 2009, 1 era un taller de reparació d'automòbils i de material agrícola, 1 taller d'inspecció tècnica de vehicles, 1 paleta, 2 lampisteries, 1 empresa de construcció i 1 restaurant.
Dels 2 establiments comercials que hi havia el 2009, 1 era una botiga de menys de 120 m² i 1 una joieria.
L'any 2000 a Villeneuve-sous-Dammartin hi havia 4 explotacions agrícoles que ocupaven un total de 892 hectàrees.

## Equipaments sanitaris i escolars
El 2009 hi havia una escola elemental.

## Poblacions més properes
El següent diagrama mostra les poblacions més properes.